# Sigrid Arnoldson

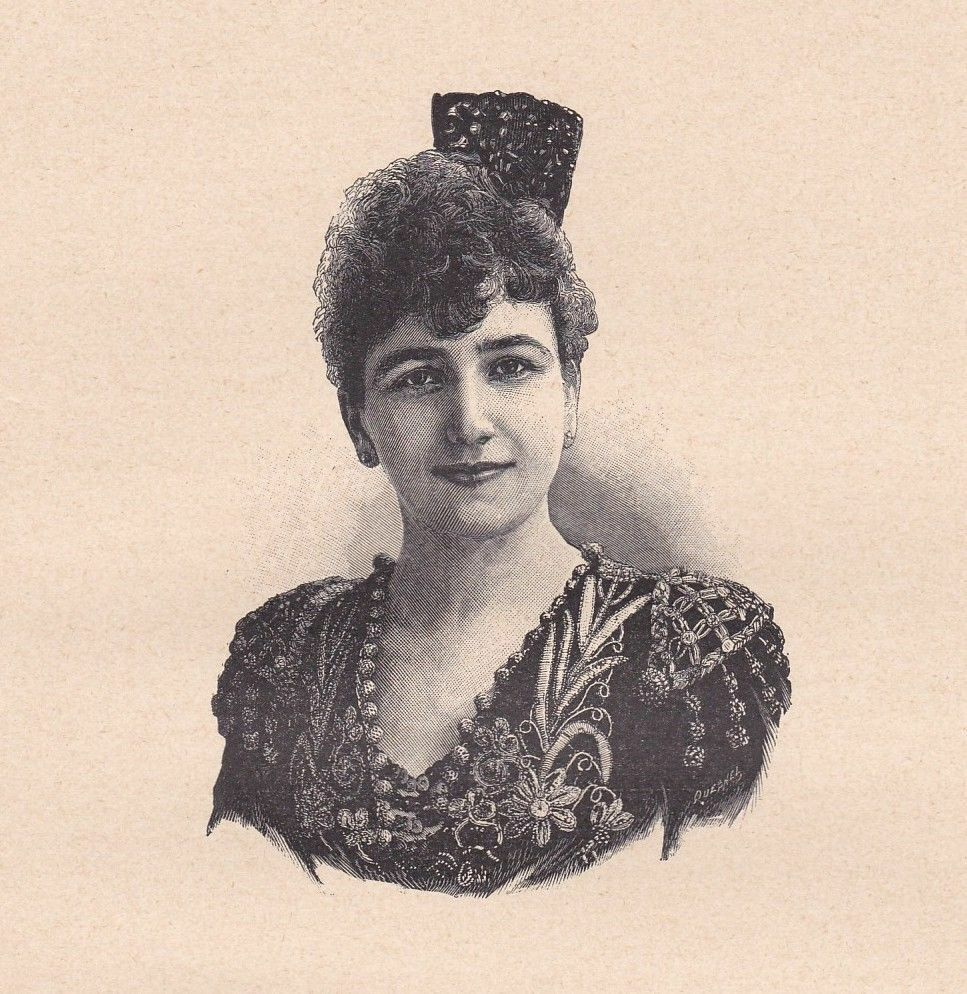
Sigrid Arnoldson als Rosina (1897)

Sigrid Taube Marie Arnoldson (Stockholm, 20 maart 1861 - 7 februari 1943) was een Zweedse operasopraan. 
Aan het eind van de 19e eeuw werd haar coloratuur met een omvang van drie octaven gezien als de opvolger van de fabuleuze stem van "de Zweedse nachtegaal" Jenny Lind. In de pers werd Sigrid Arnoldson hoopvol "de nieuwe Zweedse nachtegaal" genoemd, maar haar stem was zwakker.
Arnoldson was de dochter van operatenor Carl Oscar Arnoldson en Fredrika Dorotea Dag. Ze kreeg haar eerste zanglessen van haar vader, die in 1881 een einde aan zijn leven maakte. Vervolgens kreeg ze les van diens leraar, Fritz Arlberg, en volgde vervolgens lessen bij Désirée Artôt in Berlijn, bij wie ze de rollen van Rosina uit De barbier van Sevilla en Violetta uit La Traviata instudeerde. Ze debuteerde in 1885 in Praag in de Rosina-rol. Franz Liszt voorspelde haar een "grote toekomst" en Rosina werd haar lievelingsrol. In 1886 trad zij in deze rol op in Moskou. Het Londense debuut volgde in 1887. Zij won de harten van het publiek, zeker ook door haar bevallige toneelspel. Lof oogstte ze in dat jaar ook bij haar eerste optreden in Amsterdam, wederom als Rosina. Eind dat jaar debuteerde ze ook in Parijs, ditmaal als Mignon.
Afgezien van een slecht ontvangen Zerlina in Don Giovanni in 1887 verliep haar carrière voorspoedig. Ze werd door het Royal Opera House in Covent Garden geëngageerd. In 1890 gaf ze in Amerika 60 concerten voor 250.000 Zwitserse frank.
In 1889 trouwde ze met de Weense impresario Alfred Fischhof, een neef van haar impresario Maurice Strakosch. Een jaar later werd hun enige dochter Ingegerd Louise (Inga) geboren. 
Tussen 1906 en 1910 maakte Arnoldson plaatopnamen voor Deutsche Grammophon.
In 1910 werd Sigrid Arnoldson tot lid van de Koninklijke Zweedse Muziekacademie gekozen. In 1914 ontving ze de Orde voor Kunst en Wetenschap van Mecklenburg-Strelitz in goud. In 1911 beëindigde ze haar zangcarrière en werd ze lerares in Wenen. Na de Anschluss besloot ze naar Stockholm terug te keren. Eind 1938 kreeg ze haar Zweedse nationaliteit terug en in 1939 verhuisde ze naar Stockholm, waar ze tot haar dood in 1943 bleef lesgeven. Ze ligt begraven in Solna.
- Bibliothèque nationale de France: cb13995401n (data)
- Gemeinsame Normdatei: 116352256
- International Standard Name Identifier: 0000 0000 5364 656X
- KulturNav: 4ba208b4-5cc8-4787-aad6-9481f08c8e11
- Library of Congress Control Number: no97020871
- MusicBrainz: 9eec1689-06fb-4b6f-bfbb-40a608460525
- Nationale Bibliotheek van Israël: 987007413521505171
- LIBRIS: 307309
- SNAC: w6t44nnj
- Virtual International Authority File: 10043866
- WorldCat: E39PBJfxbBmt8w7dpm9KbJYQMP